# L'alibi (film 1969)
L'alibi è un film italiano del 1969 scritto, diretto e interpretato da Adolfo Celi, Vittorio Gassman e Luciano Lucignani.

## Trama
Luciano, Vittorio e Adolfo sono tre amici ed ex allievi dell'Accademia d'arte drammatica che si incontrano di nuovo dopo molto tempo: Adolfo è diventato un attore famoso in Brasile; Vittorio fa l'attore di cinema e teatro in Italia; Luciano è un regista impegnato politicamente.
Adolfo manda un telegramma che preannuncia il suo ritorno in Italia a Vittorio e Luciano pensando di poter riallacciare la vecchia amicizia, ma tutti e tre si ritrovano profondamente cambiati. Si ritroveranno grazie a un altro amico, Luca, che racconta la sua malattia tramite lettere autografe ai suoi tre amici, sperando di essere aiutato. I tre sembrano ignorare il suo grido pietoso, finché alla fine Luca stesso si presenta alla loro porta.
Adolfo contatta telefonicamente Vittorio confermandogli il suo arrivo in Italia a giorni e preannunciandogli che giungerà con la sua nuova moglie, B. Subito dopo, Vittorio comunica a Luciano la notizia dell'arrivo di Adolfo e, durante la telefonata, ne approfitta per chiedergli di accompagnarlo in Sicilia per una recita di beneficenza per i terremotati della regione. All'inizio Luciano è riluttante ma Vittorio lo convince promettendogli, come segno di riconoscenza, di presentargli un'avvenente ragazza di nome Filli.
Il mattino seguente, dopo lo spettacolo, Vittorio e Luciano, insieme al loro amico Franco, si recano sui luoghi sinistrati per portare una parola di conforto alle popolazioni sfollate. Al termine della visita, i tre si dirigono, accompagnati da due signore, a un ricevimento dato in loro onore da una contessa palermitana. La padrona di casa viene fatta oggetto di continui rimproveri da parte di Vittorio che le contesta lo sfarzo del palazzo e il tipico atteggiamento ipocrita dell'aristocrazia siciliana. Luciano è preoccupato dal comportamento sempre più irriverente di Vittorio e chiede a Franco di stargli vicino onde evitargli ulteriori brutte figure. Ma Vittorio, vistosamente alticcio e inorridendo al solo pensiero di assomigliare ai blasonati locali, continua imperterrito a manifestare una condotta sempre più sfacciata e irriguardosa nei confronti della contessa e dei suoi ospiti fino al punto da venir malamente cacciato dalla festa.
Vittorio, Luciano e Franco fanno ritorno a Roma da Palermo in aereo. Appena arrivati nella capitale, Vittorio si dirige verso casa dove viene accolto nella sua lussuosa villa dalla servitù; dopo aver salutato l'amorevole e apprensiva madre, si mette immediatamente al lavoro con il produttore per discutere di nuovi progetti. Luciano invece si reca a teatro per curare le prove della sua nuova rappresentazione. Durante la recitazione, Luciano viene contattato telefonicamente da Filli che conferma l'invito a cena per la sera stessa. Luciano e Filli si vedono in un ristorante locale e subito dopo si recano a casa di lei. Filli è restia ad avere un rapporto con Luciano e quest'ultimo, dopo un goffo approccio finito male, preferisce andarsene. Filli invece chiede a Luciano di rimanere proponendogli di giocare a carte sulle scale del condominio per conoscersi meglio. Inaspettatamente la porta di casa si chiude per un improvviso colpo di vento costringendo Luciano e Filli a rimanere fuori dall'appartamento e ad aspettare l'aiuto del portiere con il mazzo di chiavi di riserva. Una volta rientrati, Filli riceve una telefonata di Vittorio, e Luciano, immalinconito, decide di fare ritorno a casa sua.
Nel frattempo, Vittorio trascorre la giornata in famiglia con la madre ed il figlio, Enrico. Dopo aver consumato il pranzo, Vittorio ed Enrico decidono di giocare a biliardo intraprendendo una conversazione filosofica su cosa trapassi il cuore. Vittorio chiede al figlio Enrico di aprirsi con lui ammettendo di essere un padre po' distratto ma chiedendo di essere preso sul serio. Quando Vittorio decide di andare a riposare, Enrico si intrattiene brevemente con la nonna confidandogli di non aver informato il padre del suo matrimonio perché, come al solito, lo ha visto troppo indaffarato col suo lavoro.

## Colonna sonora
Le musiche sono state composte da Ennio Morricone.

### Tracce
1. Immagini del tempo – 2:26
2. Belinda May – 2:57
3. Canzone della liberta' – 3:04
4. Allegretto burlesco – 1:43
5. Pennellate – 2:00
6. L'alibi (Shake N.1) – 2:54
7. Guardando nel vuoto – 3:44
8. Delicatamente – 1:08
9. L'alibi (Samba) – 2:23
10. Sognando – 1:51
11. Lo libero – 2:10
12. L'alibi (Shake N.2) – 1:59
13. Animaletti – 1:39
14. Belinda May (Versione 2) – 1:24
15. Recitazione corale – 1:20
16. L'alibi (Samba) – 1:11
17. Una fotografia – 0:52

Durata totale: 34:45